# Трансестерифікація

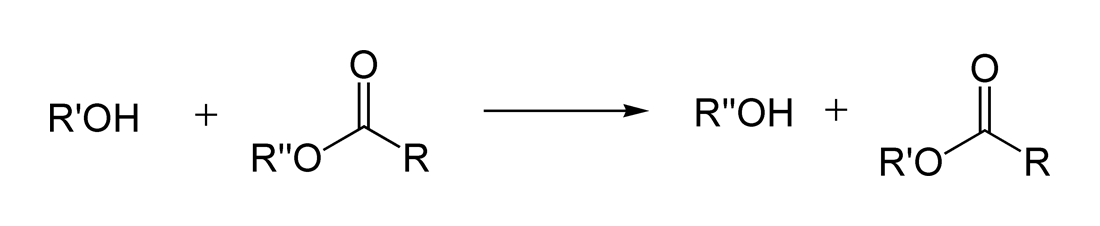
Переетерифікація через алкоголіз

Трансестерифікація (рос. переэтерификация, англ. transesterification) — рівноважний процес заміни або обміну спиртового (або й кислотного) залишку в естерах на інший. Каталізується кислотами. Використовується в харчовій промисловості для зниження температур плавлення жирів, підвищення їхньої пластичності та стабільності до окислення.
Для повноти перетворення одних естерів у інші при нагріванні зі спиртами потрібно усувати відщеплюваний спирт зі сфери реакції, отже, його температура кипіння має бути нижчою, ніж вихідного.

## Види переетерифікації жирів
1. Обмін радикалами жирних кислот між молекулами двох різних гліцеридів (міжмолекулярна переетерифікація)
2. Переміщення в гліцеридах радикалів кислот з а- в Р-положення, і навпаки (внутрішньомолекулярна переетерифікація)
3. Обмін радикалами між гліцеридом і спиртом (алкоголіз)
4. Обмін радикалами між гліцеридом і кислотою (ацидоліз)

Реакцію переетерифікації забезпечує взаємодія карбонільної групи С-О складного ефіру зі спиртовими групами ді- і моногліцеридів.
Як каталізатор зазвичай застосовують алкоголяти лужних металів (метилат натрію, етілат натрію та ін.), А також металевий натрій, сплав натрій-калій тощо. Потрібно середовище інертного газу або під вакуумом при температурі 25-90 °C. В кінці каталізатор руйнують підкисленою водою.
При переетерифікації сумішей рослинних олій і тваринних жирів (в тому числі з саломасом) отримують кулінарні жири, основу для маргаринів або спредів. Переетерифікація дозволяє збільшити дозування в маргаринах і спредах негідрованих рослинних олій, що знижує вміст трансжирів.
При внутрішньо- і міжмолекулярній переетерифікації розплавленого (рідкого) жиру або суміші жирів досягається статистичний розподіл жирних кислот в суміші тригліцеридів. Прикладом міжмолекулярної переетерифікації може служити гідропереетерифікований продукт суміші соняшникової олії і свинячого жиру, який має в порівнянні з саломасом соняшникової олії нижчу температуру плавлення (31-32 °C), вищу твердість, менше містить ізомеризованих жирних кислот, має кращу колірність.
Реакція алкоголізу дуже схожа на реакцію гідролізу, але замість води в реакції бере участь спирт. Перебіг реакції також протікає східчасто. При простому нагріванні гліцеридів жирних кислот зі спиртом навіть до кип'ятіння реакції не відбувається. Обов'язково потрібен каталізатор. За назвою застосовуваного спирту реакцію називають метанолізом, етанолізом і т. д.
Ацидоліз протікає при нагріванні вільних жирних кислот з гліцеридами із утворенням змішаних тригліцеридів і вивільненням із початкового тригліцериду однієї або декількох жирних кислот. Ацидоліз дає можливість знижувати температуру плавлення високоплавких тригліцеридів, а також вводити в молекули тригліцеридів жирів низькомолекулярні жирні кислоти, наприклад масляну, при отриманні різних видів харчових жирів з більш низькою температурою плавлення.